# Rohrbach an der Gölsen
Rohrbach an der Gölsen osztrák község Alsó-Ausztria Lilienfeldi járásában. 2019 januárjában 1546 lakosa volt. 

## Elhelyezkedése

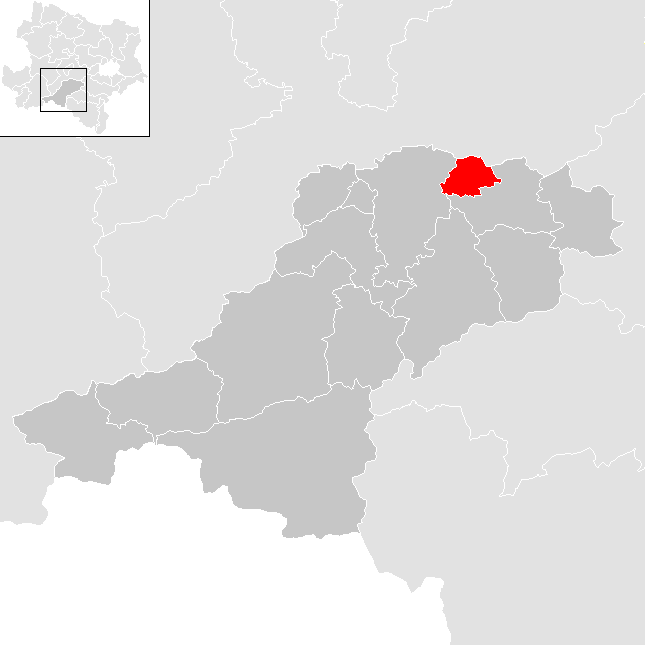
Rohrbach an der Gölsen a Lilienfeldi járásban

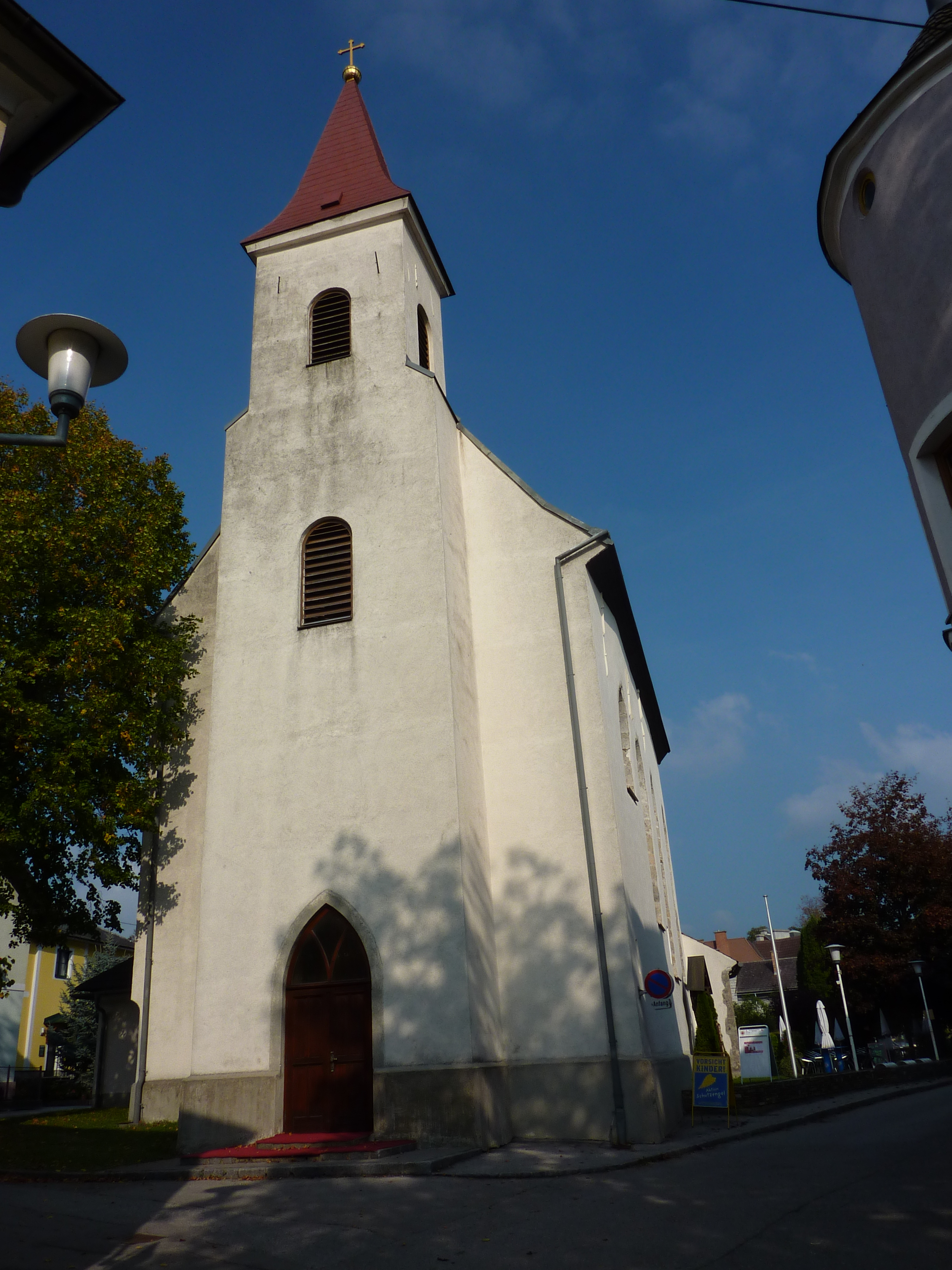
A Szt. Bertalan-plébániatemplom

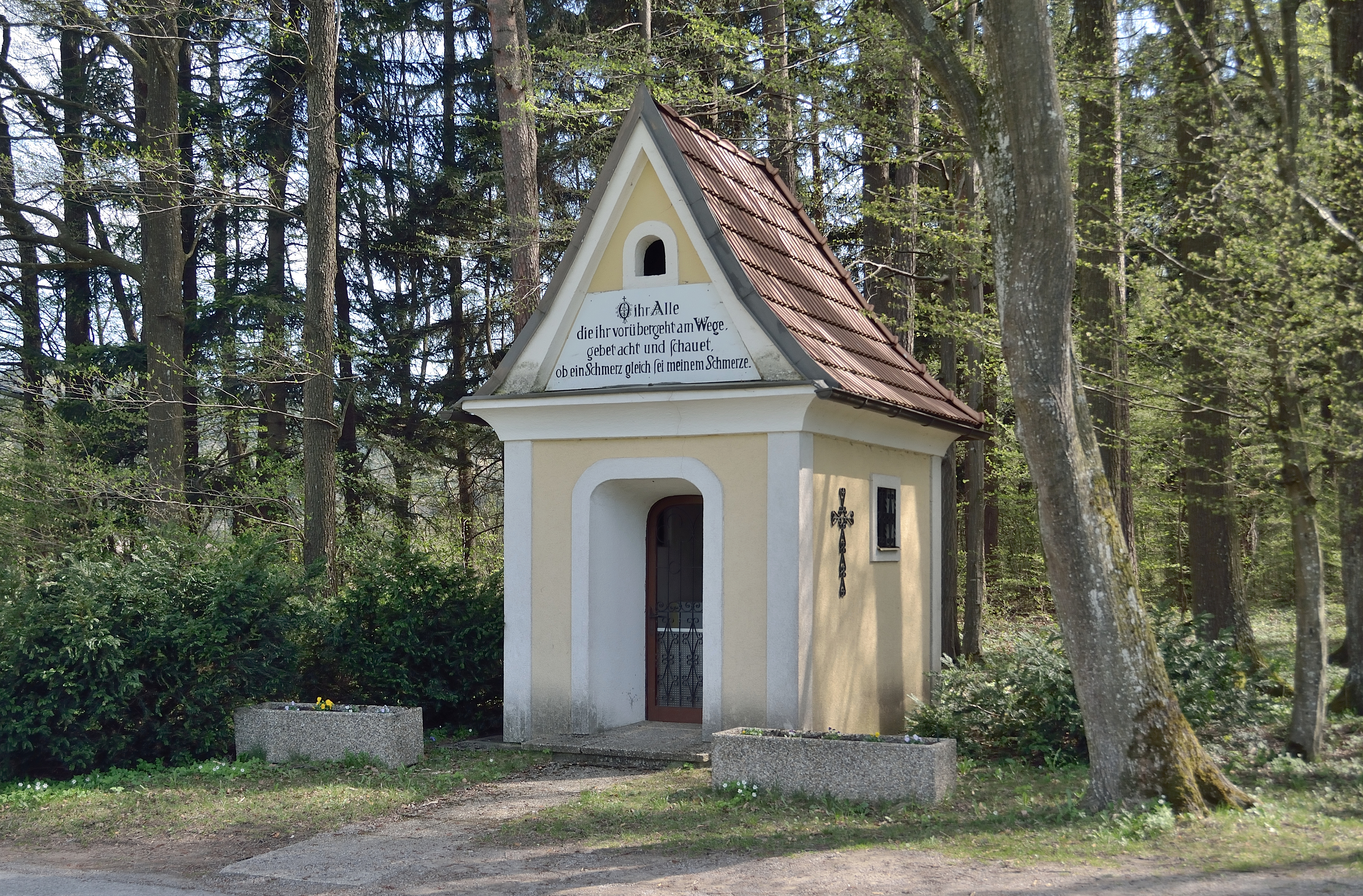
Az Edelhof-kápolna

Rohrbach an der Gölsen a tartomány Mostviertel régiójában fekszik a Bécsi-erdő délnyugati részén, a Gölsen folyótól északra. Területének 41,3%-a erdő. Az önkormányzat 4 településrészt és falut egyesít: Bernreit (252 lakos 2019-ben), Durlaß (38), Prünst (67) és Rohrbach an der Gölsen (1189).
A környező önkormányzatok: délkeletre Hainfeld, nyugatra Sankt Veit an der Gölsen, északra Michelbach. 

## Története
A Gölsen völgyébe a 11. században telepítettek német parasztokat. Rohrbachot a 12. században említik először. Bergau várát 1380-ban építettek, a templomot pedig 1400 körül. 
1679-ben egy pestisjárvány a lakosság kétharmadát elvitte. Néhány évvel később, Bécs 1683-as ostromakor a törökök kifosztották a falut, templomát felgyújtották, a lakosok egy részét elhurcolták rabszolgának. 
1785-ben, II. József egyházrendeletét követően Rohrbach önálló egyházközséggé vált és megépült iskolája is. Az 1848-as forradalom után eltörölték a feudális birtokrendszert és megalakult a községi önkormányzat. Az első világháborúban 26 rohrbachi veszett oda. A második világháború végén, 1945 áprilisában heves harcokra került sor és a falu több épülete elpusztult. 

## Lakosság
A Rohrbach an der Gölsen-i önkormányzat területén 2019 januárjában 1546 fő élt. A lakosságszám 2011-ig gyarapodott; azóta némi csökkenés tapasztalható. 2017-ben a helybeliek 95,5%-a volt osztrák állampolgár; a külföldiek közül 0,6% a régi (2004 előtti), 2,9% az új EU-tagállamokból érkezett. 2001-ben a lakosok 84,9%-a római katolikusnak, 2,3% evangélikusnak, 1% ortodoxnak, 10,2% pedig felekezeten kívülinek vallotta magát. Ugyanekkor 5 magyar élt a községben; a nagyobb nemzetiségi csoportokat a német (95,1%) mellett a horvátok alkották 1,9%-kal.
A népesség változása:

| 2016 | 1 579 |
| 2018 | 1 556 |

## Látnivalók
- a Bergau-kastély magánkézben van és nem látogatható
- a gótikus Szt. Bertalan-plébániatemplom

## Fordítás
- Ez a szócikk részben vagy egészben  a   Rohrbach an der Gölsen című német Wikipédia-szócikk ezen változatának fordításán alapul.  Az eredeti cikk szerkesztőit annak laptörténete sorolja fel. Ez a jelzés csupán a megfogalmazás eredetét és a szerzői jogokat jelzi, nem szolgál a cikkben szereplő információk forrásmegjelöléseként.